# Seleute
Seleute era una antigua comuna suiza del cantón del Jura, situada en el distrito de Porrentruy. El 1 de enero de 2009 se fusionó con los municipios de Epauvillers, Epiquerez, Montenol, Montmelon, Ocourt y Saint-Ursanne para formar la comuna de Clos du Doubs.
El municipio limitaba con las comunas de Saint-Ursanne, Montmelon, Epauvillers, Epiquerez, Ocourt y Courgenay.

## Enlaces externos

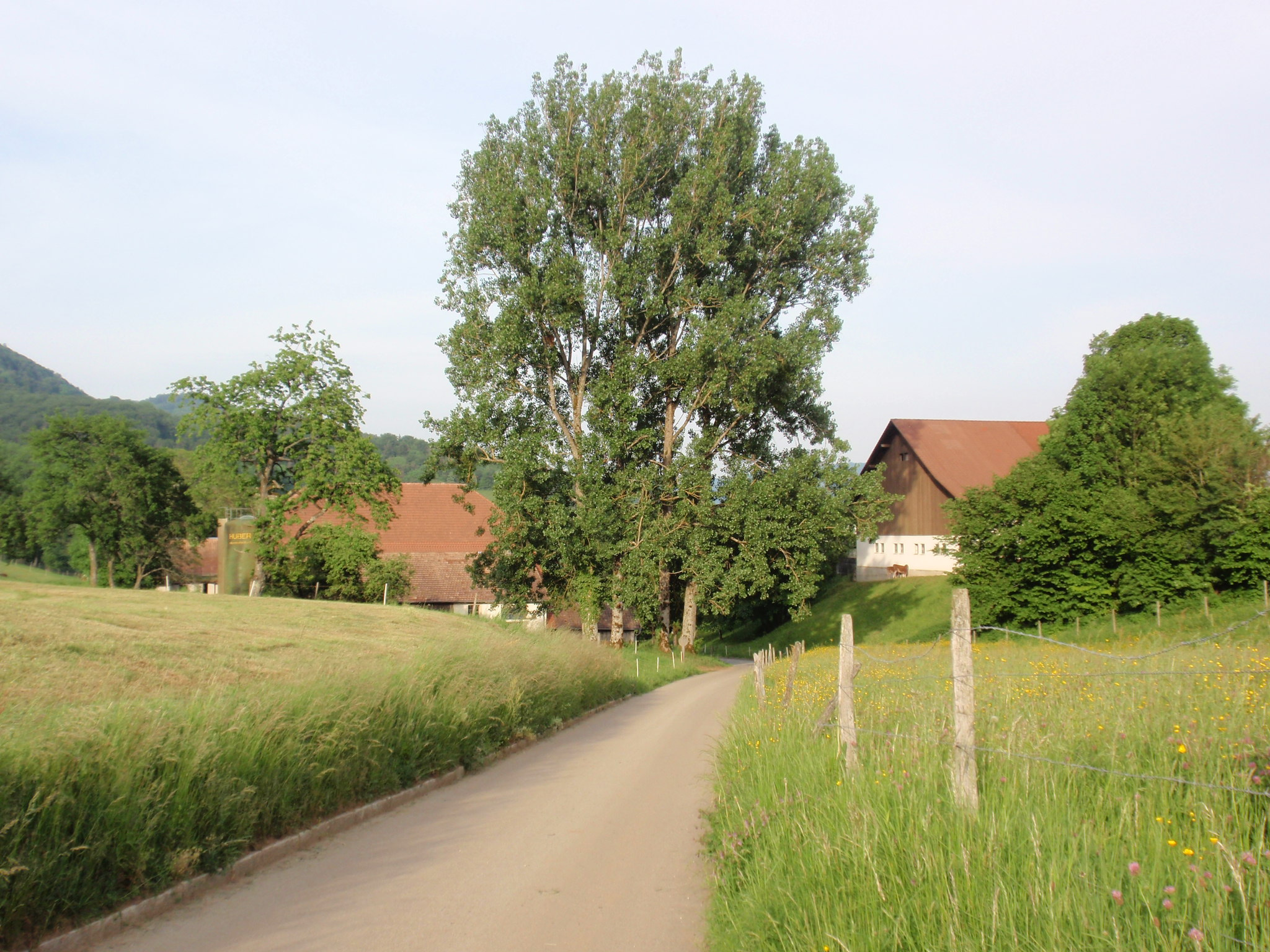
Entrada a Seleute.